# Boeing NC-135
Les Boeing NC-135 et NKC-135 sont des versions spéciales des C-135 Stratolifter et KC-135 Stratotanker, modifiés pour être utilisés dans différents programmes d'essais. Ils sont utilisés par l'United States Air Force et par l'United States Navy.

## Histoire opérationnelle

### Programme Readiness
Dans le cadre du programme Readinnes, lancé en réponse au traité d'interdiction partielle des essais nucléaires de 1963, les laboratoires Sandia configurent trois NC-135 pour servir de laboratoires volants pour étudier des essais atmosphériques d'armes nucléaires, en cas de reprise des essais ; ces appareils sont basés à Kirtland Air Force Base. Les opérations commencent en 1963 et les appareils restent en service jusqu'en 1976, volant principalement pour Sandia, le laboratoire national de Los Alamos et le laboratoire national Lawrence Livermore. Toutefois, les missions restent sur la supervision de la commission de l'énergie atomique. Après 1976, les appareils sont utilisés par l'Air Force Weapons Laboratory

### Missions d'astronomie
Alors qu'elles étudient le programme Readiness, les équipes de scientifiques assignées aux NC-135 réalisent que leurs laboratoires volants peuvent être utilisés pour étudier des éclipses solaires tout comme l'entrée dans l'atmosphère des rayons cosmiques et les effets des champs magnétiques dans la ionosphère. Les scientifiques du programme signent une pétition à destination de la commission de l'énergie atomique pour autoriser un programme dans le programme afin d'utiliser l'appareil pour la recherche scientifique. La commission donne son approbation et les recherches se poursuivent jusqu'en 1975.
La première mission de suivi d'éclipse a lieu depuis l'aéroport international de Pago Pago en 1965. Volant avec d'autres avion de recherche scientifique, l'un des NC-135 parvient à voler dans la zone d'ombre de l'éclipse pendant 160 secondes, et récolte des données précieuses. Des missions d'étude d'éclipses ont également lieu en 1970, 1972, 1973, 1979 et 1980.